# خوان رامون مولينا
خوان رامون مولينا (بالإسبانية: Juan Ramón Molina)‏ هو كاتب وشاعر هندوراسي، ولد في 17 أبريل 1875 في Comayagüela ‏ في هندوراس، وتوفي في 2 نوفمبر 1908 في سان سلفادور في السلفادور.